# Lista dos padrões móveis de comunicação
Esta é uma lista dos padrões ou gerações de celulares.
|                                                                                 |
| Conjunto 3GPP                                                                   |
| GSM (2G) - GPRS - EDGE (EGPRS) - EDGE Evolution - CSD - HSCSD - ECSD            |
| UMTS (3G) - HSPA - HSDPA - HSUPA - HSPA+ - UMTS-TDD - TD-CDMA - TD-SCDMA - FOMA |
| UMTS Revision 8 (Pre-4G) - LTE - HSOPA (Super 3G)                               |
| Conjunto 3GPP2                                                                  |
| cdmaOne (2G)                                                                    |
| CDMA2000 (3G) - EV-DO                                                           |
| UMB (Pre-4G)                                                                    |
| Conjunto AMPS                                                                   |
| AMPS (1G) - TACS / ETACS                                                        |
| D-AMPS (2G)                                                                     |
| Outras Tecnologias                                                              |
| 0G - PTT - MTS - IMTS - AMTS - OLT - MTD - Autotel / PALM - ARP                 |
| 1G - NMT - Hicap - CDPD - Mobitex - DataTAC                                     |
| 2G - iDEN - PDC - CSD - PHS - WiDEN                                             |
| Pre-4G - iBurst - HIPERMAN - WiMAX - WiBro - GAN (UMA)                          |
| Métodos de acesso de freqüências - FDMA - OFDMA - TDMA - SSMA - CDMA - SDMA     |
| Bandas de freqüências - Cellular - GSM - UMTS - PCS - SMR                       |